# Jules Verwest
Jules Verwest (Gent, 25 augustus 1883 - Heusden, 1 juni 1957) was een Belgisch kunstschilder, kunstenaar en leraar aan het Koninklijke Academie voor Schone Kunsten van Kortrijk.

## Levensloop
Verwest was een zoon van Joannes Verwest en Victoria De Geyter.  Op veertienjarige leeftijd is hij leerling van de schilder en lithograaf Armand Heins. Hij volgt tegelijkertijd de lessen aan het Koninklijke Academie voor Schone Kunsten in Gent onder begeleiding van de beeldhouwer Louis Mast, de schilders Jan Delvin, Jules Evarist Van Biesbroeck en Louis Tytgat.
Hij is er een van de betere leerlingen van zijn tijd;
- 1e jaar lineaire tekening eindigt hij tweede
- 2e jaar volume is hij eerste
- 3e jaar antieke koppen is hij tweede
- Het 4e & 5e torso en antieke figuren doet hij in één jaar en eindigt er als zesde
- In het 6e jaar, levend model ontvangt hij de eerste prijs en ontvangt een gouden medaille.

Voor de richting toegepaste kunsten met specialisatie Architectuur ontvangt hij een grote onderscheiding en een prijs buiten wedstrijd (1907-1908). Hij ontvangt de een zilveren medaille voor de wedstrijd Nijverheid en wetenschappen in 1904, en in 1911 ontvangt hij de gouden medaille voor de wedstrijd van de Syndicale Kamer. In 1913 gaat hij op studiereis naar Italië met zijn klasgenoot Alfons De Cuyper, na een aantal muurschilderingen te hebben gerealiseerd voor de Wereldtentoonstelling van 1913 in Gent die dat jaar gehouden werd. Verwest werkte ook samen met architect Oscar Van de Voorde, voor wie hij verscheidene tekeningen maakte.
Tijdens de Eerste Wereldoorlog verschuilde Verwest zich in Nederland tot 1920. Hij huwt te Gent op 1 augustus 1925 Gilberte Marthe Françoise Van Muylem. Zij is de zus van de Beeldhouwer Armand Van Muylem.
In 1931 installeert hij zich in Heusden en verbouwd er een klein huisje tot woonst en atelier. Dat jaar wordt hij ook benoemd aan de Kortrijkse academie waar hij zich wijdt aan de lessen Torso (1e jaar), Antieke figuren (2e jaar), Levend model (3e jaar), Anatomie (4e jaar), Proporties (5e jaar), Stilleven en Levend model (6e jaar). Hij zou er twintig jaar lesgeven. Een van zijn leerlingen is de kunstenaar Octave Landuyt, later leraar aan de stedelijke normaalschool te Gent.

### Realisaties
In 1932 tekent hij voor de architect die de tunnel voor de Onze-Lieve-Vrouwekerk van Laken ontwierp.
Zijn specialiteiten waren: schilderen met olieverf, aquarel, gouache, eaux fortes, litho en lino, boekillustraties, publiciteit, decors en sculpturen (portretten, modelages en moulages).
Hij exposeerde op het driejaarlijkssalon te Brussel, Antwerpen, Luik en Gent.
Tussen zijn werken die getoond werden in verschillende Belgische musea, is er een portret van Koning Albert I (houtskool), Museum Het Steen te Antwerpen, een portret van Emmanuel Viérin, kunstschilder, en van Charles Debels, architect, beiden oud-directeur van de academie van Kortrijk (olieverf op doek) (te zien in de portrettengalerij van de academie).
Hij maakte illustraties voor zijn vriend, dichter Edgard Tant; hij ontwierp decors voor zijn andere vriend, Michel van Vlaanderen; voor de Gentse Vooruit maakte hij verscheidene grote doeken die de arbeidersstrijd voorstellen.
Op 1 juni 1957 overleed Jules Verwest op 73-jarige leeftijd in het Oost-Vlaamse Heusden, een streek die hij vaak op doek heeft gebracht. Hij ligt er eveneens begraven. 
Een retrospectieve tentoonstelling van zijn werk werd gehouden in de raadzaal van het gemeentehuis te Heusden op 19 en 20 april 1969.